# 淮南道
淮南道是唐朝時的行政區劃，轄下有14州、共57縣，相當於現在的江苏省中部、安徽省中部、湖北省东北部和河南省东南角。治所在扬州。

## 扬州
轄下有6個縣，分別是江都县、江阳县、扬子县、海陵县、高邮县和六合县，唐玄宗天宝元年（公元742年）增置千秋县。行政範圍為現在江苏省扬州市大部（市区、仪征市、高邮市）；泰州市全部；南京市六合区和今划归安徽省的天长市。

## 楚州
轄下有5個縣，分別是山阳县、淮阴县、安宜县、盐城县和盱眙县。行政範圍相当于現在江苏省淮安市大部（包括洪泽县、金湖县、盱眙县）；盐城市中西部（市区、建湖县、阜宁县）、和扬州市辖内的宝应县。

## 濠州
轄下有3個縣，分別是鐘離縣、定遠縣和招義縣。行政範圍相当于現在安徽省滁州市西北部的鳳陽縣、定遠縣、明光市、蚌埠市的市區。

## 和州
轄下有3個縣，分別是历阳县、乌江县和含山县。行政範圍相当于現在安徽省巢湖市大部

## 滁州
轄下有3個縣，分別是清流县、全椒县和永阳县。行政範圍為現在安徽省滁州市東南部

## 庐州
轄下有5個縣，分別是合肥县、慎县、巢县、舒城县和庐江县。行政範圍為現在安徽省合肥市大部及巢湖市部分

## 寿州
轄下有4個縣，分別是寿春县、安丰县、霍邱县和盛唐县。行政範圍相当于現在安徽省六安市以及淮南市

## 舒州
轄下有6個縣，分別是潜山县、怀宁县、同安县、太湖县、望江县和宿松县。行政範圍相当于現在安徽省安庆市

## 蕲州
蕲州轄下有4個縣，分別是蕲春县、黄梅县、广济县和兰溪县。行政範圍為現在湖北省黄冈市东南部

## 黄州
黄州轄下有3個縣，分別是黄冈县、黄陂县和麻城县。行政範圍為現在湖北省黄冈市西北部

## 沔州
沔州轄下有2個縣，分別是汉阳县和汉川县。行政範圍為現在湖北省武汉市汉口、汉阳区、汉川

## 安州
安州轄下有6個縣，分別是安陆县、云梦县、应城县、孝昌县、碭山縣、吉阳县和应山县。行政範圍為現在湖北省孝感市大部。

## 申州
申州轄下有3個縣，分別是义阳县、钟山县和罗山县。行政範圍為現在河南省信阳市西部

## 光州
光州轄下有5個縣，分別是定城县、光山县、乐安县、殷城县和固始县。行政範圍為現在河南省信阳市东部